# Казан-чункур
Казан-чункур (каз. Қазаншұңқыр) — упразднённое село в Жарминском районе Восточно-Казахстанской области Казахстана. Входило в состав Бирликшильского сельского округа. Код КАТО — 634447300. Ликвидировано в 2013 году.

## Население
В 1999 году население села составляло 115 человек (63 мужчины и 52 женщины). По данным переписи 2009 года, в селе проживало 40 человек (25 мужчин и 15 женщин).

## История
В 1942—1953 годах Казаншункур имел статус рабочего посёлка.